# Wuacanthus
Wuacanthus, monotipični biljni rod iz porodice primogovki smješten u tribus Justicieae, dio potporodice Acanthoideae. Jedina vrsta je W. microdontus, kineski endem iz provincija Yunnan, Sichuan. Opisan je u Pl. Diversity 38(6): 320 (2016).

## Opis
Novi rod, Wuacanthus Y.F.Deng, N.H.Xia & H.Peng, opisan je iz planina Hengduan, Kina. Wuacanthus se temelji na Wuacanthus microdontus (W.W.Sm.) Y.F.Deng, N.H.Xia & H.Peng, izvorno objavljen u rodu Justicia, a zatim premješten u Mananthes. Novi rod karakterizira grmoliki habitus, vjenčić s 2 usne, gornja usna s 2 režnjeva, donja usna s 3 režnjeva, 2 prašnika, dvoslojni prašnici, paralelne teke s dvije ostruge pri dnu, 2 ovule u svakom lokulu, i kapsula s 4 sjemena. Filogenetske analize pokazuju da novi rod pripada lozi Pseuderanthemum u tribusu Justicieae. Wuacanthus je blisko povezan s Pseuderanthemumom, ali se od potonjeg razlikuje po svojoj kraćoj cjevčici vjenčića i dvije male ostruge na dnu svake antere. W. microdontus je ocijenjen statusom EN B2ab (iii) na temelju kategorija i kriterija Crvenog popisa IUCN-a. 

## Sinonimi
- Justicia microdonta W.W.Sm.; Notes Roy. Bot. Gard. Edinburgh 10: 183 (1918)
- Mananthes microdonta'' (W.W.Sm.) C.Y.Wu & C.C.Hu; Flora Reipublicae Popularis Sinicae 70: 296 (2002)